# Exerodonta chimalapa
Espèce
Synonymes
- Hyla chimalapa Mendelson & Campbell, 1994

Statut de conservation UICN

 EN B1ab(iii) : En danger
Exerodonta chimalapa est une espèce d'amphibiens de la famille des Hylidae.

## Répartition
Cette espèce est endémique du Mexique. Elle se rencontre entre 850 et 1 500 m d'altitude dans la Sierra Atravesada dans la région des Chimalapas, entre les États d'Oaxaca et du Chiapas,.

## Étymologie
Son nom d'espèce lui a été donné en référence à son lieu de découverte, la région des Chimalapas.

## Publication originale
- Mendelson & Campbell, 1994 : Two new species of the Hyla sumichrasti group (Amphibia: Anura: Hylidae) from Mexico. Proceedings of the Biological Society of Washington, vol. 107, p. 398–409 (texte intégral).